# SC Faetano
Società Calcio Faetano – sanmaryński klub piłkarski z siedzibą w Faetano. Zespół trzykrotnie zwyciężał w Campionato Sammarinese (1986, 1991, 1999). Klub zwyciężył również w Coppa Titano (1993, 1994, 1998) i w Trofeo Federale (1994).

## Europejskie puchary
Legenda do wszystkich tabel:
- Q – runda eliminacyjna, 1/16, 1/8, 1/4, 1/2 – odpowiednia faza rozgrywek, Grupa – runda grupowa, 1r gr – pierwsza runda grupowa, 2r gr – druga runda grupowa, F – finał, R – runda, PO – play-off
- k. – rzuty karne, los. – losowanie, Dogr. – dogrywka, w. – zasada bramek strzelonych na wyjeździe

| Sezon   | Rozgrywki   | Runda | Klub         | Dom | Wyjazd | Ogólnie |
| ------- | ----------- | ----- | ------------ | --- | ------ | ------- |
| 2010/11 | Liga Europy | 1Q    | SK Zestaponi | 0–0 | 0–5    | 0–5     |

### Mecze
| Liga Europy - kwalifikacje 1 lipca 2010 | Zestaponi                                                    | 5:0   | SC Faetano |                                                                              |
| 18:00                                   | Gelaszwili 21' (k.), 23' · Dwali 22', 64' · Gorgiaszwili 90' | (3:0) |            | Stadion im. Dawita Abaszidze, Zestaponi Widzów: 3900 Sędzia: Vlado Glodjović |

| Liga Europy - kwalifikacje 8 lipca 2010 | SC Faetano | 0:0   | Zestaponi |                                                                                           |
| 20:30                                   |            | (0:0) |           | Stadion Olimpijski w Serravalle, Serravalle Widzów: 500 Sędzia: Ignasi Villamayor Rozados |

## Piłkarze

### Skład zespołu
Stan na 28 stycznia 2024
| Nr | Poz. | Piłkarz               |
| -- | ---- | --------------------- |
| 4  | OB   | Enea Senja            |
| 5  | PO   | Lorenzo Sperandio     |
| 6  | PO   | Sidy Bara Gueye       |
| 7  | OB   | Maicol Acquarelli     |
| 8  | PO   | Kevin Lisi            |
| 9  | NA   | Filippo Capriotti     |
| 10 | PO   | Alessandro Brisigotti |
| 11 | OB   | Luca Rossi            |
| 13 | PO   | Cristian Canarini     |
| 17 | PO   | Davide Fusco          |
| 18 | NA   | Matteo Giardi         |
| 21 | OB   | Stefano Antonacci     |
| 22 | OB   | Birane Ndao           |

| Nr | Poz. | Piłkarz                    |
| -- | ---- | -------------------------- |
| 23 | OB   | Riccardo Tonti             |
| 24 | OB   | Enrico Casadei             |
| 26 | PO   | Mattia Pellegrino          |
| 27 | BR   | Mattia Manzaroli (kapitan) |
| 28 | PO   | Luca Terenzi               |
| 29 | OB   | Alessio Bertuccini         |
| 33 | BR   | Marco Casalboni            |
| 69 | NA   | Sabri Bouguila             |
| 77 | NA   | Mario Dulcetti             |
| 95 | BR   | Nicolas Pelliccioni        |
| 96 | NA   | Bajram Skender             |
| 99 | PO   | Antonio Palumbo            |